# Romualds Grīnblats
Romuald(s) Grīnblats (Tver, 11 april 1930 - Sint-Petersburg, 14 augustus 1995) was een Letse componist.
Hoewel Grīnblats (ook Grinblat en in het Russisch Ромуальд Самуилович Гринблат) van Letse afkomst was, werd hij in het Russische Tver geboren, waarheen zijn ouders, de arts Samuel Grīnblat(s) en textielkunstenares Sara Buntsis waren verhuisd. Hij studeerde aan het Conservatorium van Riga, waar Ādolfs Skulte zijn compositieleraar was. Na zijn afstuderen werkte hij korte tijd bij de Letse omroep voor hij zich in 1970 het toenmalige Leningrad vestigde. Hier zou hij tot zijn dood blijven wonen. Muzikaal bleef hij echter contact houden met Letland. Veel van zijn vocale werken werden op Letse teksten getoonzet en vaak gingen zijn composities in Riga in première. Later gebruikte hij ook Russische teksten.
Ondanks de vaak strenge bemoeienis van de Sovjet-overheid, die van componisten een tonale stijl aansluitend bij wat het regime als de smaak van de arbeidersklasse beschouwde, lukte het Grīnblats aansluiting te vinden bij de binnenlandse avant-garde. Onder invloed van de dodecafonie en van de popmuziek ontwikkelde hij een muziekstijl die in de Sovjet-Unie niet populair was. Zijn muziek werd daarom maar op bescheiden schaal uitgevoerd. Toch verschenen ook in die periode enkele opnamen van zijn werken, waaronder een van zijn pianoconcert.

## Werken (selectie)
- Vijf symfonieën (1954, 1957, 1964, 1967, 1983, 1990, 1995)
- Rigonda, ballet (1959)
- Pianoconcert (1963)
- Symfonisch gedicht Daugava (1966)
- Leģenda par Pūcesspieģeli (Legende van Tijl Uilenspiegel, naar Charles de Coster), rockopera (1966)
- Fluitconcert (1970)
- Nocturne voor zeventien strijkers (1970)
- Zaļais putniņš (De groene vogel) (1970)
- Bãrddziņa meita (De dochter van de barbier), opera voor kinderen en volwassenen, naar Hans Christian Andersen (1972)
- Pīters Pens (Peter Pan), muziektheater (1976)
- Suite Het leven van de heer Molière voor klavecimbel en kamerorkest (naar Michail Boelgakov) (1977)
- Vindzorskije prokaznicy (De vrolijke vrouwtjes van Windsor, naar William Shakespeare) (1981)

- CiNii: DA11146540
- Gemeinsame Normdatei: 1204963738
- International Standard Name Identifier: 0000 0000 8440 4942
- Library of Congress Control Number: n84012554
- Nationale Bibliotheek van Letland: 000044614
- MusicBrainz: 71d245c1-4515-4526-be72-3ad550b09e35
- Nationale Bibliotheek van Tsjechië: mzk2012718875
- Nationale Bibliotheek van Israël: 987007296026405171
- Virtual International Authority File: 35844637
- WorldCat: E39PBJwMCKGcx7qcf89BR8kMT3